# Neccio

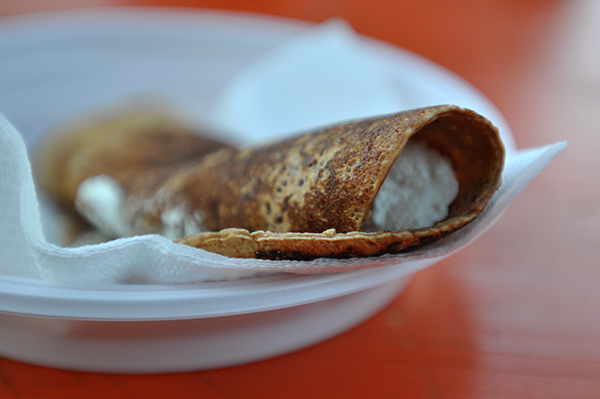
Neccio ripieno con ricotta

Il neccio e al plurale necci, chiamati anche nicci, ciacci o cian sono un piatto tipico a base di farina di castagne. 
Oggi si tende a considerare il neccio come un dolce, ma le popolazioni rurali lo consumavano accompagnato con vivande salate.

## Diffusione
Il neccio è tipico di Pistoia, Pescia e della Montagna Pistoiese, della Lucchesia, dell'alta Versilia, della Garfagnana, della Lunigiana del Frignano e dell'alta valle del Reno. Viene inoltre preparato in Corsica dov'è conosciuto come nicciu.

## Denominazioni
Altri nomi utilizzati per i necci sono ciacci(in Versilia, alta Garfagnana e Frignano), cian (in Lunigiana), caccìn (in provincia della Spezia), panèlle (Sestri Levante e dintorni) castagnacci o patolle (aventi un impasto più consistente) o nicci (in Corsica).

## Preparazione
L'impasto è costituito da farina di castagne, acqua e poco sale.
La difficoltà maggiore è data però dalla cottura, per la quale sono necessarie sia una notevole perizia che appositi strumenti, detti "testi", in arenaria, da mettere sul fuoco del camino, oppure i "ferri" o "forme", che sono dei dischi di ferro con dei lunghi manici, che vanno messi sul piano della stufa a legna. Oggi i testi sono più usati sul versante bolognese dell'Appennino, mentre sulla Montagna Pistoiese gli strumenti più adoperati sono invece i ferri.
La cottura con i testi è particolarmente elaborata: appena sono stati scaldati, su di un testo vengono posate due foglie di castagno, raccolte in estate e fatte rinvenire in acqua tiepida, poi un mestolo di impasto, altre due foglie e un altro testo caldo, fino a formare una pila. In questo modo il neccio non si attacca al testo e assume aroma e sapore dalle foglie.

## Necci ripieni
Dopo cotti, i necci vengono generalmente farciti con ricotta (talvolta arricchita da scaglie di cioccolato fondente e/o canditi) e arrotolati sino ad assumere la forma di un cannolo.
Il neccio può essere consumato:
- a biuscio, termine dialettale che sta per "senza condimento";[1]
- guercio, con l'aggiunta di una sottile fetta di pancetta prima della cottura o come riempimento.[7] Nel secondo caso si preferisce qualche fetta rotonda di Rigatino toscano;[1]
- incicciato, con l'aggiunta di pasta di salsiccia, usata come farcitura oppure direttamente nell'impasto.[1] Questa versione è tipica della Montagna Pistoiese e in particolare del paese di Pracchia;[1]
- con la nutella, farcito con abbondante crema di cioccolato. È una versione non tradizionale, ma apprezzata soprattutto tra i giovani;[1]
- con la ricotta, con l'aggiunta di ricotta ovina o vaccina.[1] Questa variante è spesso usata nelle zone dell'Appennino bolognese e pistoiese;
- col miele, tale versione è però poco usata in quanto spesso e volentieri il miele fuoriesce facilmente dal neccio. È tipico dell'Appennino sopra Pistoia;
- col burro, usato come riempimento accompagnato da sale;
- affrittellato, è farcito con una sottile frittata fatta con latte, uova, olio, sale e pepe con un sentore di ramerino, o in alternativa, con gli apici primaverili delle Vitalbe (localmente dette Vizzatoli o Vizadri) nei due versanti dell'Appennino Tosco-Emiliano da cui questa ricetta trae origine;